# Abraliopsis atlantica
Abraliopsis atlantica е вид главоного от семейство Enoploteuthidae.

## Разпространение
Видът е разпространен в Намибия.